# Landana-Amarant
Der Landana-Amarant (Lagonosticta landanae) ist eine Art aus der Familie der Prachtfinken. Es ist eine relativ unerforschte Prachtfinkenart, über deren Brutverhalten und Stimme noch nichts bekannt ist. Von der IUCN wird die Art als nicht gefährdet eingestuft. Die Stadt Lândana in der zu Angola gehörenden Provinz Cabinda stand bei der Namensgebung Pate.

## Beschreibung
Der Landana-Amarant wiegt zwischen 9 und 11,5 Gramm. Er ähnelt dem Dunkelroten Amaranten, unterscheidet sich jedoch von dieser Art durch die andere Schnabelfärbung. Beim Landana-Amarant ist der Oberschnabel bläulich grau bis lilafarben. Der Unterschnabel ist dagegen weinrot mit einer dunklen Spitze. Am First ist der Schnabel schwärzlich. Die Augen sind dunkelbraun. Der Augenring ist blass roséfarben bis grünlichgrau. Die Weibchen ähneln den Männchen, sind aber etwas bräunlicher als diese.

## Verbreitung und Lebensraum
Das Verbreitungsgebiet des Landana-Amaranten reicht vom Westen Angolas bis zur Grenze der Demokratischen Republik Kongo. Der Lebensraum sind Grassavannen und trockener Dornbusch sowie Akaziensavannen. Er lebt paarweise oder im Familienverband. Gelegentlich ist er mit dem Rosenamarant vergesellschaftet. Seine Nahrung besteht aus kleinen Samen, die er am Boden aufpickt.